# 1844年の経済哲学手稿
『1844年の経済哲学手稿』（1844ねんのけいざいてつがくしゅこう、独: Ökonomisch-philosophische Manuskripte aus dem Jahre 1844）、またはパリ手稿（Pariser Manuskripte）、1844年手稿は、ドイツの思想家、カール・マルクスが1844年4月から8月に書いた一連のメモで、死後1932年に出版された。
このノートは、マルクスの生前から数十年後に、モスクワのマルクス・エンゲルス・レーニン研究所の研究者がソビエト連邦でオリジナルのドイツ語で編集したものである。1932年にベルリンで発表された後、1933年にソ連（モスクワ・レニングラード）でドイツ語版として再出版された。その出版は、それまでマルクスの信奉者が知らなかった理論的な枠組みの中に彼の仕事を位置づけ、マルクスに対する評価を大きく変えることになった。

## 背景
この『手稿』は、1844年の夏、マルクスが25歳か26歳のときに書かれたものである。マルクスは当時、社会主義思想の中心地と目されていたパリに滞在していた。当時、彼が所属していた哲学者集団「青年ヘーゲル派」のメンバー数名が、前年にパリに移り住み、雑誌『独仏年誌』を創刊していた。マルクス自身は、1843年10月にパリ左岸のヴァノー通り38番地に居を構えていた。パリでは、ドイツの革命的な職人やフランスのプロレタリア協会の秘密会議に接触していた。この時期にマルクスは、ピエール＝ジョセフ・プルードン、ルイ・ブラン、ハインリッヒ・ハイネ、ゲオルク・ヘルヴェーグ、ミハイル・バクーニン、ピエール・ルルー、そして何よりもフリードリヒ・エンゲルスの知己を得ることになる。
この原稿は、マルクスが『独仏年誌』で提案した、ゲオルク・ヘーゲルの法哲学、道徳、政治などのさまざまなテーマを批判する個別のパンフレットを書き、最後にそれらの相互関係を示す総論を書くという提案から発展したものである。このノートは断片的で不完全なものであり、書籍からの抜粋とコメント、さまざまなトピックに関する緩やかにつながったメモや考察から、ヘーゲル哲学の包括的な評価まで、さまざまな内容が含まれている。この作品は、近代産業社会の状況が、賃金労働者を自分たちの生産物や仕事から遠ざけ、ひいては自分自身やお互いからも遠ざける（疎外する）というマルクスの主張を明確にしたものとして、最もよく知られている。
このテキストは、エンゲルスがマルクスの思想における3つの構成要素と呼んだものが、初めて一緒に登場したことを意味する。ドイツ観念論、フランス社会主義、イギリス経済学である。ヘーゲルに加えて、マルクスはさまざまな社会主義作家や、フランソワ・ケネー、アダム・スミス、デヴィッド・リカルド、ジャン・バティスト・セイ、ジェームズ・ミルといった政治経済学の父たちの研究も取り上げている。また、フリードリッヒ・ヴィルヘルム・シュルツの『生産の過程』（Die Bewegung der Produktion）も重要な資料である。また、ルートヴィヒ・フォイエルバッハの人文主義は、マルクスのすべての注釈の根底にある影響である。
1844年の手稿は、マルクスの思想の発生初期を示すものであるため、20世紀におけるその出版は、マルクスとマルクス主義の分析に大きな影響を与えた。その最大の特徴は、ソ連やヨーロッパの共産党で公式化されていた唯物弁証法という哲学との異質さである。この原稿は、ゲオルギー・プレハーノフとその弟子レーニンがフリードリヒ・エンゲルスの『反デューリング』から導き出した「自然の弁証法」よりもはるかに困難で複雑なヘーゲルに関する辛辣な分析を提供している。

## 用語
イシュトヴァーン・メサロシュは、『手稿』の言語と専門用語がこの作品の大きな難点の一つであると指摘している。彼は、重要な用語である 「Aufhebung」がドイツ語から英語に訳すと、同時に「transcendence (超越)」、「suppression (抑制)」、「preserving (保存)」、「overcoming(克服)」となることに触れている。クリストファー・J・アーサーは、ヘーゲルの『論理学』に登場するこの用語は、通常の言語では「to abolish (廃止すること)」と「to preserve (保存すること)」の二重の意味を持つとコメントしている。アーサーはこの言葉を、廃絶に重点を置く場合は「supersede」、保存に重点を置く場合は「sublate」と訳している。グレゴリー・ベントンは、この言葉を「超越」と「超克」と訳し、マルクスの「批評」概念がこの二重の運動の一例であると指摘している。
第二の用語上の困難は、ドイツ語の「Entäusserung」と「Entfremdung」の訳語である。どちらも「疎外」と英訳できるが、Entfremdungは「estrangement」、Entäusserungは「alienation」と訳して、2つの概念を区別することが多い。クリストファー・J・アーサーは、Entäusserungは「renunciation (宗教的、道徳的な放棄)」「parting with (別れ)」「relinquishment (行為としての放棄)」「externalization (外部化)」「divestiture (分割)」「surrender (降伏)」とも訳される珍しいドイツ語であると指摘する。アーサーは、これらの訳語のうち「externalization (外部化)」が最も近いと考えるが、マルクスが別の場所で使っている別の用語と混同される恐れがあることから、この単語の使用は避けている。アーサーは、「Entfremdung」は「Entäusserung」よりも狭い概念であり、対人的な疎遠の場合にのみ適用されると主張している。彼は、Entfremdungを状態、Entäusserungを過程と捉えている。
マルクスの理論の弁証法的な構造は、テキストのもう一つの難点である。ある重要な概念の定義は、実証主義や経験主義の哲学的伝統で訓練された人々には理解しがたいものである場合があるからである。さらに、フォイエルバッハなどマルクスの同時代人から借用したある用語の意味は、マルクスの流用によってしばしば変更される。

## 内容
マルクスは『手稿』の中で、経済的なカテゴリーを、自然における人間の位置づけに関する哲学的な解釈と関連付けて説明しています。マルクスのノートでは、政治経済の基本概念である資本、家賃、労働、財産、貨幣、商品、欲求、賃金について、一般的な哲学的分析がなされている。その重要な概念は、マルクスが哲学的な用語を用いて「疎外」に基づく資本主義社会への批判を進める際に登場する。マルクスの理論は、ヘーゲルの『精神現象学』（1807年）とフォイエルバッハの『キリスト教の本質』（1841年）から（変更がないわけではないが）転用されたものである。疎外は単なる記述的な概念ではなく、世界の根本的な変革を通じて、脱疎外を求めるものである。

### 疎外された労働
マルクスの第一次草稿は、その大部分が、『原稿』執筆当時にマルクスが読んでいたアダム・スミスなどの古典派経済学者の著作からの抜粋や言い換えで構成されている。ここでマルクスは、古典派政治経済学に対して多くの批判を加えている。マルクスは、経済学的概念が人間を人間として扱うのではなく、家、商品を扱うように、人間の大部分を抽象的労働に還元していると主張する。マルクスは、資本を労働とその生産物に対する命令権であるとするスミスの定義に従う。彼は、スミスの言う地主と資本家の区別に反対し、土地財産の性格は封建時代から変質し、社会は労働者と資本家の2つの階級にしか分かれない（ようになっている）と主張している。さらに、古典派経済学者に見られる労働観は、表面的で抽象的であると批判している。マルクスは、古典派経済学者が、私有財産、交換、競争といった概念を事実としてとらえ、それらを説明する必要を見出さない、架空の原初的状態から出発していると主張する。マルクスは、これらの要因の関連性と歴史に対処する、より首尾一貫した説明を提供したと考えている。
マルクスは、資本主義がいかに人間を人間性から疎外しているかを説明している。人間の基本的な特性は、労働、すなわち自然との取引である。以前の社会では、人間は自然そのものに依存して、「自然の欲求」を満たすことができた。しかし、現代社会では、土地所有が市場経済の法則に従うので、人はお金によってのみ生きていくことができる。労働者の労働と生産物は、彼自身から切り離された存在になっている。彼の生産力は、他の商品と同じように、最低維持費によって決定される市場価格で売買される商品である。労働者は、働く必要を満たすために働くのではなく、ただ生き延びるために働く。「労働者は、労働の対象、すなわち、仕事を受け取ること、そして、第二に、生計の手段を受け取ることで、労働の対象を受け取る。これによって彼は、第一に労働者として、第二に肉体的主体として存在することができる。この隷属の高さは、彼が肉体的主体として自らを維持できるのは労働者としてだけであり、彼が労働者であるのは肉体的主体としてだけである」ということである。
彼の仕事が資本階級のために富を生み出す一方で、労働者自身は動物のレベルにまで落とされる。社会の富が減少しているならば、最も苦しむのは労働者であり、増加しているならば、資本は増加し、労働の産物はますます労働者から疎外される。
現代の生産プロセスは、人間の本質的な能力の発達と展開を促進しない。したがって、人間は、自分の人生が意味や充足感を欠いていると感じる。彼らは、現代の社会的世界に「疎外されている」と感じ、家にいるような気がしないのである。マルクスは、労働者が4つの点で疎外されていると論じている。
1. 彼が生産する製品から
2. 彼がこの製品を生産する行為から
3. 彼の性質と彼自身から
4. 他の人間から

労働者とその生産物との関係は、彼の貧困化と非人間化の主要な原因である。労働者の労働によって生産される対象は、異質なものとして、その生産者とは独立した力として存在する。労働者が生産すればするほど、彼は仕事を失い、飢餓に近づく。人間は、もはや自分の外の世界との交流の主導者ではなく、自分自身の進化の制御を失っている。マルクスは、宗教との類似を描いている。宗教では、神が歴史的プロセスの主体であり、人間は依存状態にある。人間が神に帰属すればするほど、人間は自分自身の中にとどまることができなくなるのである。同様に、労働者が自分の生命を対象物の中に外在化させるとき、彼の生命は対象物に属し、彼自身に属さない。対象は敵対的で異質なものとして彼に対峙している。彼の性質は、他の人や物の属性となる。
対象物の生産行為は、疎外感の第二の次元である。それは強制労働であり、自発的なものではない。労働は労働者の外部にあるもので、彼の本性の一部ではない。労働者の活動は他者に属し、自己を喪失させる。労働者は、食べること、飲むこと、子孫を残すことという動物的な機能においてのみ安らかである。人間的な機能において、彼は動物のように感じさせられる。
マルクスが論じる疎外の第三の次元は、人間がその種から疎外されていることである。マルクスはここで、フォイエルバッハの用語を用いて、人間を「種的存在」と表現している。人間は、無機的自然の全領域を自分のために利用することができる自己意識的な被造物である。他の動物は生産するが、すぐに必要なものだけを生産する。一方、人間は、普遍的かつ自由に生産する。彼は、いかなる種の基準にも従って生産することができ、対象物に内在する基準を適用する方法を常に知っている。このように、人間は美の法則に従って創造する。このような無機的自然の変容こそ、マルクスが人間の「生命活動」と呼ぶものであり、人間の本質である。人間は、その生命活動が単なる存在の手段に転化されたために、種としての存在を失ってしまったのである。
疎外の第四の、そして最後の次元は、疎外の他の三つの次元から引き出されたものである。マルクスは、人間は他の人間から疎外されていると考えている。マルクスは、労働者の労働の産物は異質なものであり、他の誰かに属していると主張している。労働者の生産活動は、労働者にとって苦悩であり、それゆえ、それは他の者の快楽でなければならない。マルクスは、この他者とは誰なのか、と問う。人間の労働の生産物は自然にも神々にも属さないので、この二つの事実は、人間の生産物と人間の活動を支配しているのは他の人間であることを指摘している。
マルクスは、疎外の分析から、私有財産は外在化した労働の産物であり、その逆ではない、という結論を導き出した。資本家の労働に対する関係を生み出すのは、労働者の労働に対する関係である。マルクスは、このことから、社会的労働が、今度は、すべての価値の源泉であり、したがって、富の分配の源泉であることを導き出そうとする。彼は、古典派経済学者が労働を生産の基礎として扱う一方で、労働には何も与えず、私有財産にすべてを与えていると主張する。マルクスにとって、賃金と私有財産は、ともに労働の疎外がもたらした結果であり、同一である。賃金の増加は、労働をその人間的な意味と意義に回復させない。労働者の解放は、普遍的な人間的解放の達成となる。なぜなら、労働者の生産に対する関係には、人間的隷属の全体が関与しているからである。

### 共産主義
マルクスは第3稿で共産主義の概念について論じている。マルクスにとって、共産主義とは「私有財産の廃止の積極的表現」である。マルクスはここで、それまでの社会主義作家は、疎外の克服について部分的で不満足な洞察しか提供してこなかったと主張する。彼は、資本の廃止を唱えたプルードン、農業労働への復帰を唱えたフーリエ、工業労働の正しい組織化を唱えたサン＝シモンについて言及している。
マルクスは、不適切と考える2つの共産主義の形態を論じている。第一は、「粗野な共産主義」-私有財産の普遍化-である。この形態の共産主義は、労働者というカテゴリーを廃止するのではなく、すべての人間にそれを拡大するため、「あらゆる領域で人間の人格を否定する」ものである。それは、「文化と文明の世界全体を抽象的に否定するもの」である。ここでは、唯一の共同体は、（疎外された）労働者の共同体であり、唯一の平等は、普遍的資本家としての共同体によって支払われる賃金のものである。
マルクスが不完全と見なす共産主義の第二の形態は、次の二種類に分けられる。
- 依然として政治的性格をもち、民主的または専制的なもの。
- 国家を廃止したもの

いずれも依然として本質的に不完全で、私有財産、すなわち人間の疎外に影響されたものである。デイヴィッド・マクレランはここでマルクスが、エティエンヌ・カベのユートピア的共産主義を民主主義、グラックス・バブーフの信奉者が唱えたプロレタリアートの独裁を専制的共産主義、そして国家の廃止をテオドール・デザミーの共産主義としていることを指摘している。「粗雑な共産主義」の本質を論じた上で、マルクスは自らの共産主義の考えを次のように述べている。
共産主義は、「人間の自己離反」としての「私有財産」、したがって、人間を通じて、人間のための「人間」の本質の真の「占有」に積極的に取って代わることである。それは、人間が「社会的」、すなわち人間として完全に自己回復すること、意識化した回復、以前の発展期の富全体の中で行われる回復なのである。この共産主義は、完全に発展した自然主義としてヒューマニズムに等しく、完全に発展したヒューマニズムとして自然主義に等しい。それは、人間と自然、人間と人間の間の対立の「真の」解決、存在と存在、対象化と自己肯定、自由と必要、個人と種の間の対立の真の解決なのである。それは歴史の謎の解決策であり、自分自身が解決策であることを知っている。
マルクスは、共産主義の概念について、その歴史的基盤、社会的性格、個人への配慮という三つの側面を深く論じている。 
マルクスはまず、自分の共産主義と他の「未発達な」形態の共産主義を区別する。彼は、私有財産に反対した歴史的な共同体の形態に訴えて自らを正当化する共産主義の例として、カベやヴィレガルデルの共産主義を挙げる。この共産主義が過去の歴史の孤立した側面やエポックに訴えるのに対し、マルクスの共産主義は、「歴史の全運動」に基づいている。それは、「私有財産の運動、より正確に言えば、経済の運動にその経験的および理論的基礎を見出す」のである。人間生活の最も基本的な疎外は、私有財産の存在に表れており、この疎外は、人間の実生活-経済的領域-において生じるものである。宗教的な疎外は、人間の意識の中にのみ生じる。したがって、私有財産の克服は、宗教、家族、国家など、他のすべての疎外感の克服になるのである。
マルクスは、第二に、人間が自分自身に対して、他の人間に対して、また、非独占的な状況において生産するものに対しての関係は、労働の社会的性格こそが基本であることを示していると主張する。マルクスは、人間と社会との間には、社会が人間を生産し、人間によって生産されるという相互関係があると考える。人間と社会との間に相互関係があるように、人間と自然との間にも相互関係がある。
「したがって社会は、人間と自然との本質的な完全な統一であり、自然の真の復活であり、人間の実現した自然主義であり、自然の実現した人間主義である。」
人間の本質的な能力は、社会的な交わりにおいて生み出される。孤立して働くとき、彼は人間であることによって社会的な行為を行い、言葉を使う思考さえも社会的な活動である。
このように人間の存在の社会的側面を強調することは、人間の個性を破壊するものではない。
「人間は、どんなにそれゆえ特定の個人であろうとも-まさにこの特殊性こそが彼を個人とし、真の個々の共同体的存在とするのであるが-それと同じくらい全体性、理想的全体性、思考の主観的経験、それ自体のための社会を経験したものである。」
マルクスの第3稿の残りの部分は、全体的な、全面的な、無権利の人間についての彼の観念を説明している。見る、聞く、嗅ぐ、味わう、触る、考える、観察する、感じる、欲望する、行動する、愛する、これらすべてが現実を充足する手段となるのである。私有財産が人間を条件づけ、実際に使用するときだけ自分のものであると想像できるようにしているので、疎外された人間にとってこれを想像することは困難である。その場合でも、その対象は、労働と資本の創造からなると理解される生活を維持するための手段としてのみ使用される。マルクスは「すべての身体的、知的な感覚が、一つの疎外-持つということ-に取って代わられたと考えている。私有財産に取って代わられることは、人間のすべての感覚と属性が完全に解放されることである。したがって必要性や満足はエゴイスティックな性質を失い、自然は「その利用が人間の利用になったという意味において」単なる有用性を失うだろう」と主張している。人間がある対象に没頭しなくなると、彼の能力がその対象に適合する方法が全く異なるものになる。無権利者が充当する対象は、彼の本性に対応するものである。飢えた人間は、純粋に動物的な方法でしか食べ物を評価できないし、鉱物の商人は、その品物に美ではなく価値しか見出せない。私有財産を超越することによって、人間の能力は解放され、人間的な能力となる。主観主義と客観主義、精神主義と物質主義、活動と受動性といった抽象的な知的対立が消滅し、人間の文化的潜在能力が完全かつ調和的に発展することになるのである。「人間の実践的なエネルギーが、人生の真の問題に取り組むことになる。
マルクスは次に、宗教、政治、芸術の歴史ではなく、産業の歴史こそが人間の本質的な能力を明らかにするものであると、後のマルクスによる史的唯物論の詳細な説明を先取りする一節を述べている。産業は人間の能力と心理を明らかにするものであり、したがって、人間に関するあらゆる科学の基礎となるものである。産業の巨大な成長は、自然科学が人間の生活を一変させることを可能にした。マルクスは、先に人間と自然との間に相互関係を確立したように、自然科学がいつの日か人間の科学を含み、人間の科学が自然科学を含むようになると考えているのである。マルクスは、フォイエルバッハが述べたような人間の感覚-経験が、一つの全面的な科学の基礎を形成しうると考えている。

### ヘーゲル批判
共産主義についてのマルクスの議論に続く『手稿』の部分は、ヘーゲルに対する批判に関するものである。マルクスがヘーゲルの弁証法を論じる必要があると考えるのは、ヘーゲルが古典派経済学者には隠されていた形で人間の労働の本質を把握したからである。ヘーゲルは、労働について抽象的で精神的な理解をしているにもかかわらず、労働が価値の創造者であることを正しく見抜いているのである。ヘーゲルの哲学の構造は、人間の労働過程における現実の経済的疎外を正確に反映している。マルクスは、ヘーゲルが非常に現実的な発見をしたが、それを「神秘化」してしまったと考える。彼は、フォイエルバッハが、ヘーゲルに対して建設的な態度をとる唯一の批評家であると主張している。しかし、彼はまた、フォイエルバッハのアプローチの弱点を照らすために、ヘーゲルを利用するのである。
ヘーゲルの弁証法の偉大さは、疎外を人類の進化に必要な段階と見なすところにある。人類は、疎外とその超越が交互に起こるプロセスによって自らを創造する。ヘーゲルは、労働を人間の本質を実現する疎外過程と見ている。人間は、自分の本質的な力を対象化された状態で外在化し、それを外部から自分の中に同化させるのである。ヘーゲルは、人間の生活を秩序づけているように見える対象-宗教、富-は、実際には人間に属するものであり、人間の本質的な能力の産物であることを理解している。それにもかかわらず、マルクスは、ヘーゲルが労働を精神活動と同一視し、疎外を客観性と同一視していると批判している。マルクスは、ヘーゲルの間違いは、人間に客観的、感覚的に属する実体を精神的な実体にすることだと考えている。ヘーゲルにとって、疎外の超越は、対象の超越、つまり、人間の精神的本性に再吸収されることである。ヘーゲルの体系では、異質なものの充当は、意識の領域で行われる抽象的な充当でしかないのである。人間は経済的、政治的疎外に苦しんでいるが、ヘーゲルの関心は経済と政治の思考にあるにすぎない。人間と自然との統合は、精神的なレベルで行われるので、マルクスは、この統合を抽象的で幻想的なものとみなしている。
マルクスは、フォイエルバッハこそ、ヘーゲルの弟子の中で、師匠の哲学を真に征服した唯一の人物であるとする。フォイエルバッハは、ヘーゲルが、宗教と神学の抽象的で無限の視点から出発し、これを哲学の有限で特殊な態度に取って代わった後、この態度に代わって、神学特有の抽象性を回復したことを示すことに成功した。フォイエルバッハは、この最終段階を退歩と見なし、マルクスもこれに同意している。
ヘーゲルは、現実とは精神が自己を実現することであり、疎外とは、人間が自分たちの環境と文化が精神の発露であることを理解しないことにあると考える。精神の存在は、それ自身の生産活動においてのみ、またそれを通じてのみ構成される。自己を実現する過程で、精神は世界を生産するが、それははじめは外的なものと信じていたが、次第に自分自身の生産物であることを理解するようになる。歴史の目的は自由であり、自由は人間が完全に自己意識的になることにある。
マルクスは、ヘーゲルの精神という概念を否定し、人間の精神活動、すなわち彼の考えは、それ自体では社会的、文化的変化を説明するには不十分だと考えている。マルクスは、ヘーゲルは人間性が自己意識の一つの属性であるかのように語っているが、実際には自己意識は人間性の一つの属性に過ぎない、と述べている。ヘーゲルは、人間は自己意識と同一視できると考えているが、自己意識は対象として自分自身しか持っていないからである。さらに、ヘーゲルは、疎外を客観性によって構成されるものと考え、疎外の克服を主として客観性の克服と考える。これに対して、マルクスは、人間が単なる自己意識であるならば、自己意識に対して独立性のない抽象的な対象を自分の外部に設けることしかできない、と主張する。すべての疎外が自己意識の疎外であるとすれば、実際の疎外、すなわち自然物に対する疎外は、見かけだけのものである。
マルクスはその代わりに、人間を客観的で自然な存在としてとらえ、彼の本性に対応する本物の自然物を持っていると考えている。マルクスはこの考え方を「自然主義」「人文主義」と呼んでいる。彼は、この見解を観念論や唯物論と区別しながらも、両者において本質的に真であるものを統一していると主張している。マルクスにとって、自然は人間と対立するものであるが、人間はそれ自体、自然のシステムの一部である。人間の本性は、彼の欲求と衝動によって構成されており、これらの本質的な欲求と衝動が満たされるのは、自然を通してである。そのため、人間は、自分の客観的な性質を表現するために、自分から独立した対象を必要とする。対象そのものでもなく、対象を持たない存在が、唯一の存在者-非対象的な存在-である。
この人間性の議論に続いて、マルクスはヘーゲルの『現象学』の最終章についてコメントしている。マルクスは、ヘーゲルが疎外と客観性を同一視し、意識が疎外を超越したと主張していることを批判する。マルクスによれば、ヘーゲルは、意識はその対象が自らの自己疎外であることを知っている、つまり、意識の対象と意識そのものとの間には区別がない、と考えている。人間が、精神世界を自分の真の存在の特徴であると信じ、その疎外された形において精神世界と一体であると感じるとき、疎外は超越されるのである。マルクスは、「超越」（Aufhebung）の意味について、ヘーゲルと根本的に異なっている。私有財産、道徳、家族、市民社会、国家などは、思想において「超越」されたが、依然として存在する。ヘーゲルは、無神論が神を超越して理論的ヒューマニズムを生み出し、共産主義が私有財産を超越して実践的ヒューマニズムを生み出すという、疎外のプロセスとその超越に関する真の洞察に到達しているのである。しかし、マルクスの考えでは、ヒューマニズムに到達しようとするこれらの試みは、それ自体が超越され、自己創造的で積極的なヒューマニズムを生み出さなければならないのである。

### ニーズ、生産、分業とお金
マルクスは、「原稿」の最後の部分で、私有財産の道徳と貨幣の意味について考察している。この議論は、賃金、家賃、利潤に関する最初のセクションと同じ枠組みで行われている。マルクスは、私有財産は、人間を依存させるために、人為的に欲求を作り出すと主張している。人間とその欲求が市場の意のままになるにつれて、貧困が増大し、人間の生活条件は動物のそれよりも悪くなる。これに沿って、政治経済学は、徹底した禁欲主義を説き、労働者の欲求を悲惨な生活必需品にまで低下させる。政治経済は、疎外によって活動が異なる領域に分けられ、しばしば異なる矛盾した規範を持つため、独自の私法を持っている。マルクスは、古典的経済学者が人口を制限することを望み、人間さえも贅沢品だと考えていることに触れている。そして、共産主義の話題に戻る。イギリスの状況は、ドイツやフランスの状況よりも、疎外感の超越のための確かな基礎を提供すると主張している。イギリスの疎外感の形態は、実際的な必要性に基づいているが、ドイツの共産主義は、普遍的な自己意識を確立しようとする試みに基づいており、フランスの共産主義の平等性は、単に政治的基盤を持っているだけである。
マルクスは、この章の後半で、資本の非人間的な作用に立ち戻る。彼は、利子率の低下と地代の廃止、さらに分業の問題を論じている。次の貨幣の項では、マルクスはシェイクスピアやゲーテを引用して、貨幣が社会を破滅させるものであることを主張する。貨幣は何でも買うことができるので、あらゆる欠乏を改善することができる。マルクスは、すべてのものが明確な、人間的な価値を持つようになる社会では、愛だけが愛と交換されるようになる、などと考える。

## 出版と反響
1932年、モスクワでマルクス・エンゲルス・ゲザムタウスガーベの一冊として初めて出版された。編集はリャザノフが担当し、ルカーチ・ジェルジュはその下で解読にあたった。ルカーチは、この体験が彼のマルクス主義に対する解釈を永久に変えたと、後に主張することになる。出版に際して、その重要性はヘルベルト・マルクーゼとアンリ・ルフェーヴルによって認識された。マルクーゼは、『手稿』がマルクス主義の哲学的基盤を示していると主張し、ルフェーヴルは、ノルベルト・グターマンと共同で、1933年にフランス語版を出版し、「科学的社会主義」の理論全体を新しい基盤の上に置いた。1934年から5年にかけて書かれたルフェーヴルの『弁証法的唯物論』は、マルクスの全著作を『手稿』に照らして再構成することを進めている。
こうした関心の高さにもかかわらず、マルクス・エンゲルス・ゲザムタウスガーベ計画はその後まもなく事実上中止となり、『手稿』全巻の入手が困難となった。
第二次世界大戦後、テキストはより広く普及し、1956年には英語版が、1962年にはフランス語版も登場し、満足のいくものとなった。この時期、イタリア語ではガルヴァノ・デラ・ヴォルペが初めて『写本』を翻訳し、ルカーチ、マルクーゼ、ルフェーヴルとは大きく異なる解釈を提唱し、独自の学派を形成している。この時期、フランスを中心とする多くのカトリック作家が『手稿』に関心を寄せていた。モーリス・メルロ＝ポンティやジャン＝ポール・サルトルの実存的マルクス主義もまた、『写本』から大きな影響を受けている。アメリカでは、50年代後半から60年代前半にかけて、後に新左翼と呼ばれる知識人の潮流によって熱狂的に受け入れられ、1961年にはエーリッヒ・フロムの序文を含む一巻が出版された。マルクスの大著『資本論』には疎外という用語は目立つ形で登場しないため、『手稿』の出版は「若きマルクス」と「壮年のマルクス」の関係をめぐって大きな議論を引き起こした。『 手稿』は「マルクス主義的人文主義」にとって最も重要な参考文献であった。これらは、彼らのヘーゲル哲学的人文主義と、その後のマルクスの経済理論との間に連続性を見いだした。逆にソ連は、「手稿」をマルクスの「初期著作」に属すると考え、ほとんど無視し、マルクスの行き詰まった思想の一端を説いた。ルイ・アルチュセールの構造主義的マルクス主義は、ソ連がマルクスの初期の著作に下した厳しい評決を受け継いでいる。アルチュセールは、マルクスの発展には「断絶」があると考えた。マルクスの思想を1845年以前の「思想的」時代と、それ以降の「科学的」時代に分ける区切りのこと また、マルクスにブレークを与えた人々は、「手稿」を理想化し、若いマルクスを本物のマルクスと信じていた。

## 日本語訳
- 『マルクス＝エンゲルス全集』藤野渉訳（大月書店）第40巻収録、他に「経済学・哲学手稿」国民文庫
- 『経済学・哲学草稿』長谷川宏訳（光文社古典新訳文庫）
- 『経済学・哲学草稿』城塚登・田中吉六訳（岩波文庫）
- 「経済学・哲学草稿」今村仁司・村岡晋一訳 - 『マルクス・コレクション 1』筑摩書房

## 関連文献
- Arthur, Chris. 1982. "Objectification and Alienation in Marx and Hegel." Radical Philosophy 30.
- —— 1983. "Hegel, Feuerbach, Marx and Negativity." Radical Philosophy 35.
- —— 1986. Dialectics of Labour: Marx and His Relation to Hegel. Oxford: Basil Blackwell.
- Berman, Marshall. [1999] 2018. "Adventures in Marxism. Jacobin  05.05.2018.
- Erich Fromm. [1961] 1966. "Marx's Concept of Man. New York: Frederick Ungar Publishing Co.
- Marcuse, Herbert. [1932] 1972. "The Foundation of Historical Materialism." In Studies in Critical Philosophy. Boston: Beacon Press.